# Watch Me Do
Watch Me Do ist ein Lied der Sängerin Meghan Trainor. Es erschien am 25. März 2016 als Promotion-Single für ihr zweites Studioalbum Thank You, das am 13. Mai 2016 weltweit erschienen ist. Der Song wurde von Ricky Reed produziert und wurde von Trainor, Eric Frederic, Jacob Kasher Hindlin und Gamal Lewis geschrieben. Der Song ist als Download veröffentlicht worden unter dem Label Epic.

## Genre
Der Song ist dem Genre Hip-Hop zuzuteilen. In dem Song gibt es auch einige Passagen, in denen Trainor rappt.

## Kritik
Sam Warner von Digital Spy beschreibt den Song als einen „2000er Hit“ und als eine „typische Meghan Trainor Hymne“. Er verbindet den Song mit den frühen Werken von Britney Spears. Allison Weintraub von The Oklahoma Daily kritisierte den Song und beschrieb ihn als „schlimmen pseudo-rap“.

## Chartplatzierungen
Der Song konnte sich in keiner Hitparade platzieren.

## Besetzung
- Meghan Trainor – Songwriter, Stimme
- Ricky Reed – Songwriter, Produzent, Bassgitarre, Gitarre, Klavier
- Tom Peyton – Schlagzeug
- Jacob Kasher – Songwriter
- Gamal Lewis – Songwriter

Die Besetzung bzw. die Credits stammen aus dem Thank You Booklet.